# Ricardo Carpani
Ricardo Carpani (Tigre, 11 de febrero de 1930 - Buenos Aires, 9 de septiembre de 1997) fue un pintor argentino.

## Biografía

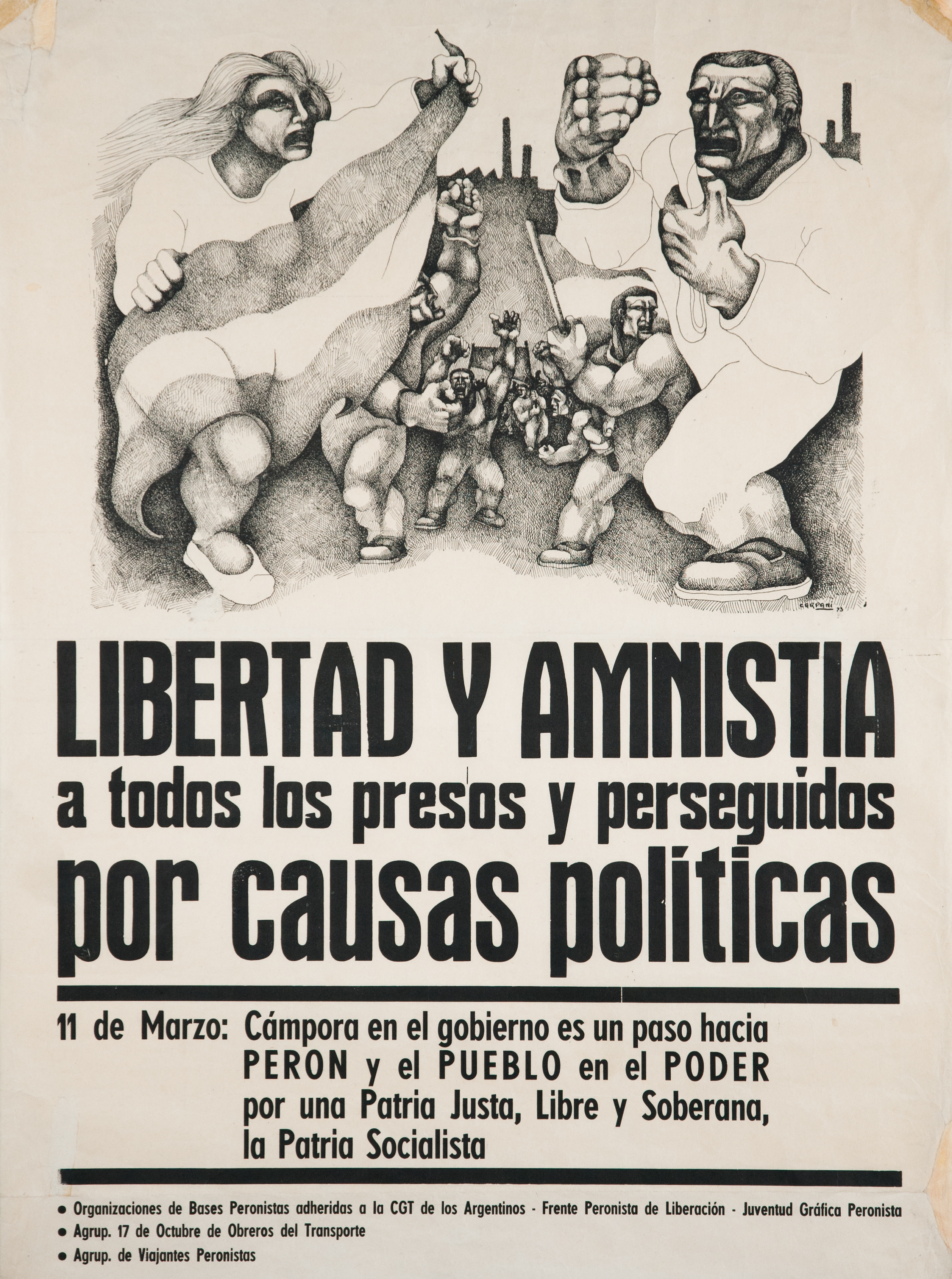
Afiche para la campaña de Cámpora 1973

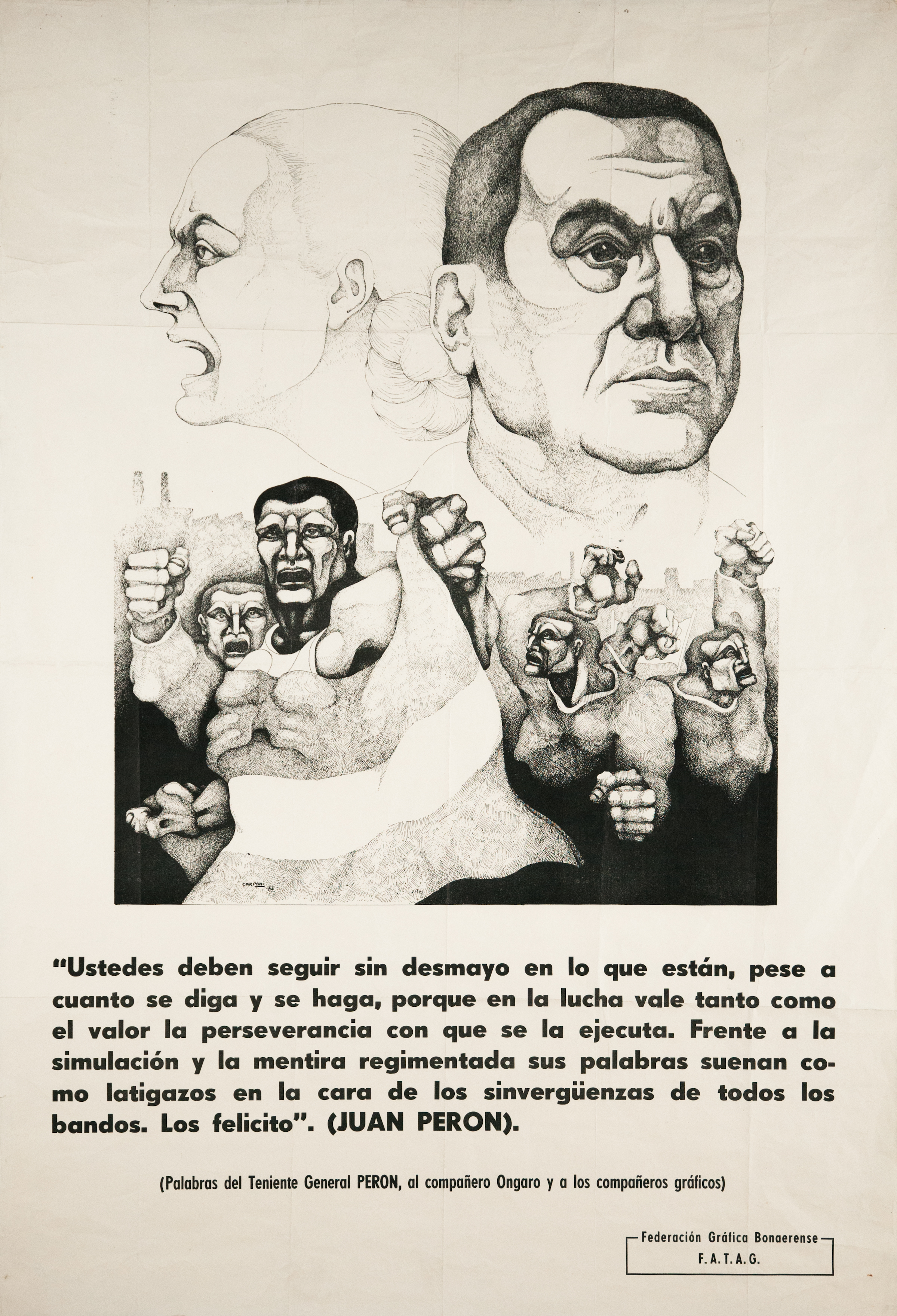
Afiche Federación Gráfica Bonaerense 1973

Nació el 11 de febrero de 1930 en Tigre, Provincia de Buenos Aires. Su familia se mudó a Buenos Aires en 1936 donde Carpani terminó sus estudios secundarios. Luego comenzó a estudiar derecho pero pronto lo abandonó. A los 20 años viajó a París, Francia, donde primero fue modelo de artistas y luego artista.
Volvió a Buenos Aires en 1952 y estudió un año con el maestro Emilio Pettoruti. Su primera exhibición de arte tuvo lugar en 1957. En 1959 conformó el Grupo Espartaco junto a Sánchez y Mario Mollari, a los que se les sumaron Juana Elena Diz (1925), Raúl Lara Torrez (1940), Pascual Di Bianco (1930-1978), Carlos Sessano (1935), Esperilio Bute (1931-2003) y Franco Venturi, nacido en 1937 y desaparecido en 1976. Carpani era simpatizante de las causas sociales y sus pinturas hacen foco en temáticas tales como el desempleo, los trabajadores y los pobres, así como en temas nacionales.
Son fuertes, sólidas y de cortes claros, a menudo retratando determinadas personas. Esta línea de trabajo se refleja en sus ilustraciones del Martín Fierro, el poema épico gauchesco argentino.
En los años '70 Carpani, al igual que otros artistas, escritores e intelectuales argentinos durante la dictadura militar, se autoexilió y se estableció en Madrid, España (donde fija su residencia), y luego viajó por Europa, los Estados Unidos de América, Cuba, México y Ecuador. Expuso, en forma individual, en Roma, Estocolmo, Hamburgo, Palma de Mallorca, Barcelona, Madrid, Bilbao, Róterdam y otras ciudades europeas. También participó de muestras colectivas: "Museo Internacional de la Resistencia", en Madrid, "Arte y Solidaridad", en el Museo D' Arte Moderna Di Ca' Pesaro (Venecia). En América Latina: en San Juan de Puerto Rico, La Habana - colectivas e individuales - y en Quito, una exposición antológica, en el Museo Augusto Rendón. Al mismo tiempo, junto a otros artistas en la Comisión Argentina por la Defensa de los Derechos Humanos, denunció los crímenes de la dictadura para que se conocieran en el resto del mundo.
Un año después de la restauración de la democracia en Argentina, en 1984, Carpani retornó al país. A partir de allí realiza exposiciones individuales en la Fundación Banco Patricios, así como en galerías privadas (La Cuadra, Van Eyck, etc.), en museos (Museo Municipal de Bellas Artes de La Plata, la antológica "Carpani 1954-1994" en el Palais de Glace) y Salas Nacionales (Museo Provincial de San Luis). En el exterior realizó exposiciones en Caracas, La Paz y Cochabamba, en Bolivia. Además produjo una serie de retratos (como los de Julio Cortázar y Roberto Arlt). También empezó una serie de trabajos haciendo foco en temas urbanos de Buenos Aires (como el tango, los cafés y los barrios), con fondos de paisajes tropicales. Participó, además, en varias muestras colectivas: "Abstracción y Figuración" organizada por MAM de Buenos Aires para la Galería Nacional de Praga, Checoslovaquia, "50 Años de Pintura Argentina: 1930/1980", Museo Municipal de Bellas Artes Juan B. Castagnino de Rosario, "Los Pintores Evocan a Carlos Gardel " Galería Praxis, San Pablo (Brasil), "2.ª. Muestra de Arte Latinoamericano" en Lima (Perú), "Arte Argentino en las Décadas '20, '40 y '60" en el Museo Sívori, "La Semana del Tango" en el concejo Deliberante, "Este Es el MAM" y "El Grabado Social y Político en la Argentina del s.XX", ambas en el Museo de Arte Moderno de Buenos Aires; "El Espíritu de Grecia" en el Palais de Glace y "El Ojo" en Casa FOA.
En la década de 1990 se publicaron sus libros Carpani, con textos del Dr. Rafael Squirru y de Manuel Vicent, y Carpani: Gráfica política, con textos de Ernesto Laclau y Luis Felipe Noé. También realiza murales en ciudades del interior, en el Aeropuerto de Viedma, y para la Casa Rosada. No mucho antes de su muerte Carpani hizo un gran retrato del revolucionario guerrillero argentino-cubano Che Guevara, que actualmente está en la Plaza de la Cooperación en Rosario, a pocas cuadras del lugar donde nació el Che. Carpani falleció en Buenos Aires el 9 de septiembre de 1997.

## Influencia
Han escrito sobre su obra:
Hero Buss, Alberto Adellach, Eduardo Baliari, Damián Bayón, León Benarós, Miguel Briante, Romualdo Brughetti, Américo Castilla, Alfredo Cernadas Quesada, Osiris Chiérico, Alberto Collazo, Córdova Iturburu, María D'Adamo, Rosa Faccaro, Fernando Farina, Laura Feinsilber, Jorge Feinsilber, Fermín Févre, Luis Franco, Enrique Gené, J. A. García Martínez, Raúl González Tuñón, Juan José Hernández Arregui, Ernesto Laclau, Leónidas Lamborghini, César Magrini, Daniel Moyano, Luis Felipe Noé, Aldo Pellegrini, Carlos Penelas, Cecilia Rozenberg, Julio Sapollnik, Rafael Squirru, Victoria Verlichak, Mariano Wolfson, Vicente Zito Lema, Miguel Rojas Mix, Adelaida De Juan, Samuel Montealegre, Alfonso Barrera Valverde, Eduardo Kingman, Camilo Cela Conde, Francesco Galli, Fernando Gutiérrez, Rafael Santos Torroella, Manuel Vicent, Peter Fuller, Giorgio Di Genova, Onofrio Galdieri, Darío Micacchi, Winston Orrillo, Torsten Bergmark, Arthur Lundvquist y Mario Benedetti.